# Cervonohîjînți, Ciornobai
Cervonohîjînți (în ucraineană Червонохижинці) este un sat în comuna Melnîkî din raionul Ciornobai, regiunea Cerkasî, Ucraina.

## Demografie
Componența lingvistică a localității Cervonohîjînți
     Ucraineană (100%)
Conform recensământului din 2001, toată populația localității Cervonohîjînți era vorbitoare de ucraineană (100%).